# Entronque de Herradura
Entronque de Herradura är en ort i Kuba.   Den ligger i provinsen Provincia de Pinar del Río, i den västra delen av landet, 130 km sydväst om huvudstaden Havanna. Entronque de Herradura ligger 85 meter över havet och antalet invånare är 9 828.
Terrängen runt Entronque de Herradura är platt åt sydost, men åt nordväst är den kuperad. Runt Entronque de Herradura är det ganska tätbefolkat, med 78 invånare per kvadratkilometer. Närmaste större samhälle är Consolación del Sur, 9,7 km sydväst om Entronque de Herradura. Omgivningarna runt Entronque de Herradura är en mosaik av jordbruksmark och naturlig växtlighet.